# Zahara de la Sierra
Zahara é um município da Espanha na província de Cádiz, comunidade autónoma da Andaluzia, de área 72 km² com população de 1387 habitantes (2019) e densidade populacional de 19,3 hab/km².
Zahara de la Sierra localiza-se em pleno coração do Parque Natural da Serra de Grazalema, dentro da Rota das Aldeias Brancas, no sopé da Serra do Jaral. A localidade situa-se no topo de um monte, sobranceira a um vale e a um lago artificial formado por uma barragem. É um dos pueblos blancos e a maioria dos edifícios é efetivamente branco.
A localidade foi um posto mouro, que controlava o vale adjacente. Devido à sua posição entre Ronda e Sevilha, foi um local ideal para construir um castelo que serviria de fortaleza. Há ainda ruínas do antigo castelo mouro, e Zahara de la Sierra foi posse dos mouros até 1407. Foi recapturada pelo Emirado de Granada em 1481. Esta tomada foi o pretexto para a guerra de Castela contra Granada. Foi finalmente tomada por tropas castelhanas em 1483, sob o comando de Rodrigo Ponce de León, 1.º Duque de Cádis.
O vale Garganta Verde situa-se nas proximidades.

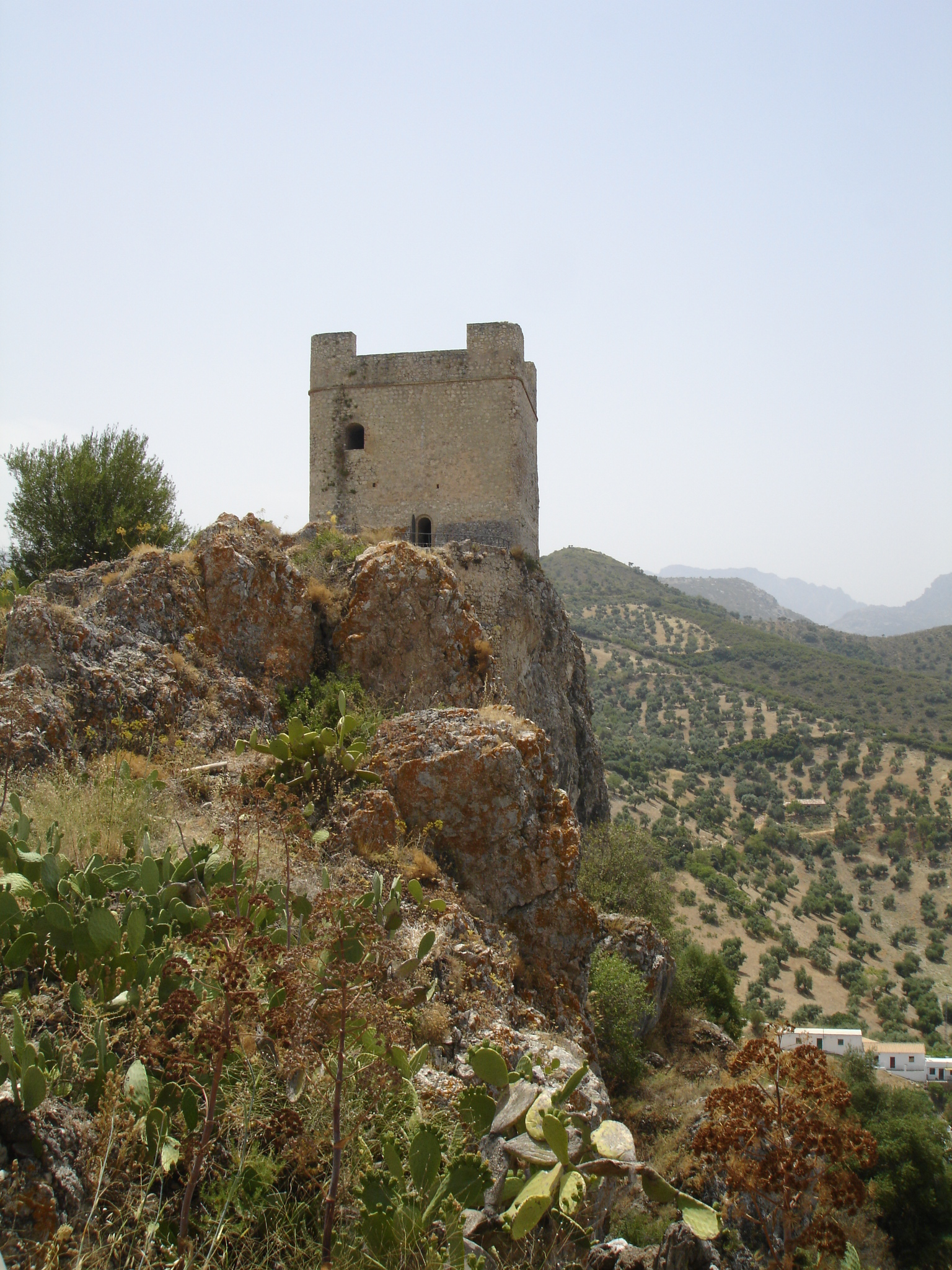
O castelo
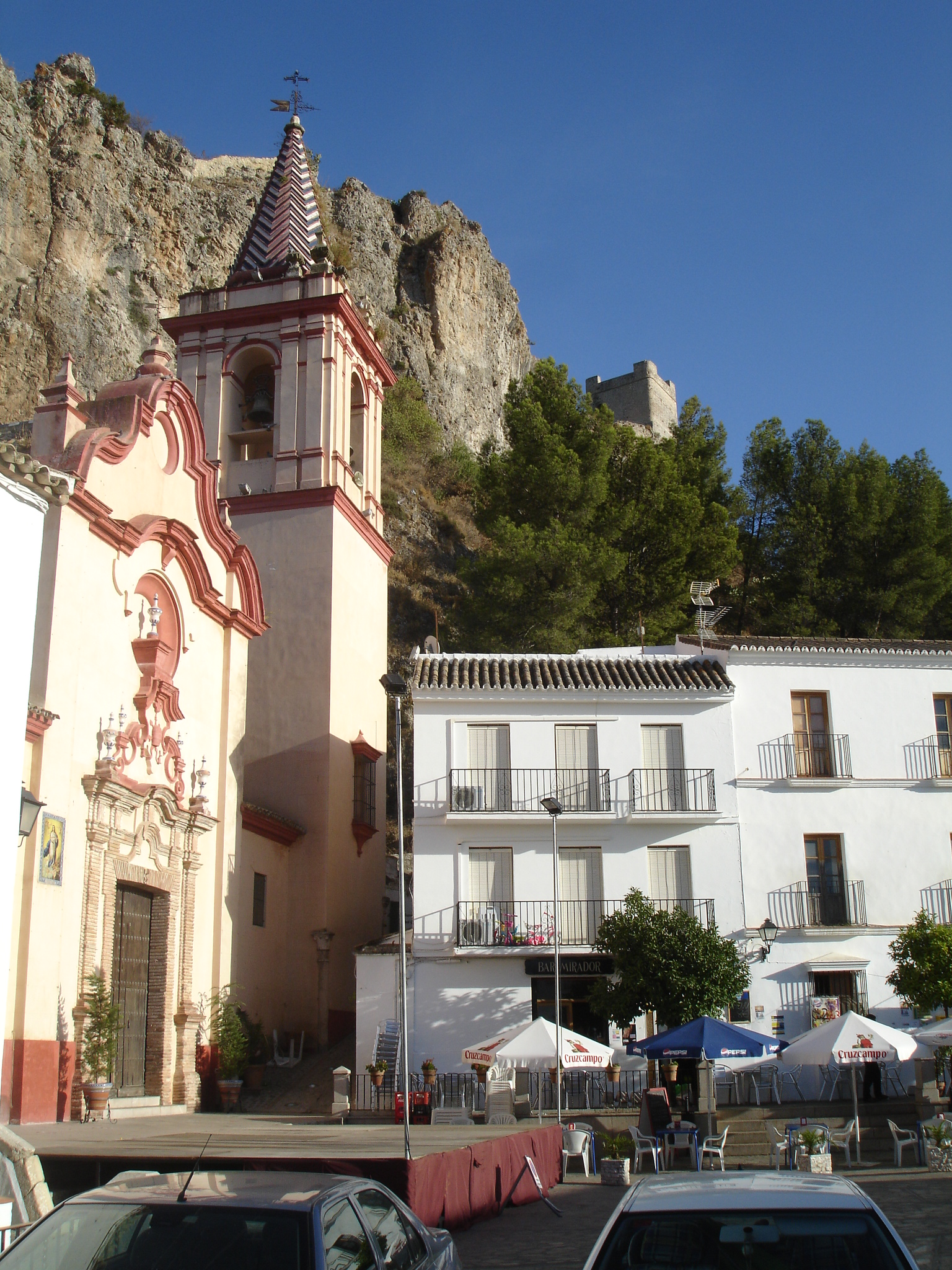
Vista da localidade

## Demografia
| Variação demográfica do município entre 1991 e 2019 | Variação demográfica do município entre 1991 e 2019 | Variação demográfica do município entre 1991 e 2019 | Variação demográfica do município entre 1991 e 2019 | Variação demográfica do município entre 1991 e 2019 |
| --------------------------------------------------- | --------------------------------------------------- | --------------------------------------------------- | --------------------------------------------------- | --------------------------------------------------- |
| 1991                                                | 1996                                                | 2001                                                | 2004                                                | 2019                                                |
| 1610                                                | 1542                                                | 1499                                                | 1543                                                | 1387                                                |

## Património
- Castelo de origem árabe
- Igreja maior
- Restos da vila medieval com secções de muralhas